# José Ortigoza
José Ortigoza (* 1. April 1987 in Asunción) ist ein paraguayischer Fußballspieler.

## Karriere

### Verein
Ortigoza begann seine Karriere bei Sol de América, wo er von 2004 bis 2008 spielte. 2009 wurde er an Palmeiras ausgeliehen. Anschließend wechselte er jede Saison den Verein. 2014 folgte dann der Wechsel zu Cerro Porteño.

### Nationalmannschaft
Im Jahr 2010 debütierte Ortigoza für die paraguayische Fußballnationalmannschaft. Er hat insgesamt sechs Länderspiele für Paraguay bestritten.

## Errungene Titel
- Primera División (Paraguay): 2013, 2015, 2017